# ISBN Edizioni
ISBN Edizioni était une maison d'édition italienne basée à Milan, fondée en 2004 par Luca Formenton, Massimo Coppola (it) et Giacomo Papi. 

## Histoire
De 2004 à 2008, c'était une marque de la maison d'édition milanaise historique Il Saggiatore. Début 2009, ISBN devient une maison d'édition indépendante, dirigée par Massimo Coppola (it).
En mai 2015, des informations commencent à circuler sur l'état d'insolvabilité de la maison d'édition,. En juin de la même année, Massimo Coppola publie sur le site officiel ISBN une longue lettre ouverte dans laquelle il révèle la grave crise financière qui frappe son entreprise . Comme l'explique Coppola dans la lettre, ISBN Edizioni suspend toute publication de nouveaux titres, ainsi que toute activité d'édition.

## Principaux titres publiés
- Tristram Hunt, La vita rivoluzionaria di Friedrich Engels
- Breece DJ' Pancake, Trilobiti
- I Simpson e la filosofia
- South Park e la filosofia
- Simon Reynolds, Post-Punk 1978-1984
- Douglas Coupland, Generazione A
- Torsten Krol, Callisto
- Jonathan Trigell, Boy A
- Tom McCarthy, Déjà vu (it)
- L'Atlante illustrato del calcio '80
- L'atlante illustrato del calcio '70
- Oscar Brenifier et Jacques Després, Il libro dei grandi contrari psicologici
- Ernest van der Kwast, Mama Tandoori
- Michela Murgia, Il mondo deve sapere
- Omar Di Monopoli, Uomini e cani
- Omar Di Monopoli, Ferro e fuoco
- Omar Di Monopoli, La legge di Fonzi
- Sandro Modeo, L'alieno Mourinho
- Emanuele Tonon, Il nemico
- Amedeo Romeo, Non piangere coglione
- Roberto Ferrucci, Sentimenti sovversivi
- Ilaria Bernardini, La fine dell'amore
- Biagio Autieri, L'insolita rumba
- Michele Vaccari, Italian Fiction
- Paolo Caredda, Altri giorni, altri alberi
- Richard Brautigan, Pesca alla Trota in America
- Luciano Bianciardi, L'antimeridiano
- Oreste Del Buono, L'antimeridiano
- Julien Temple, The Filth and the Fury
- Ouvrage collectif, India
- Ouvrage collectif, Cina
- Ouvrage collectif, Singapore
- Ouvrage collectif The Believer, publié par Massimo Coppola (it) en 2005[4]. The Believer propose aux lecteurs italiens un aperçu des meilleurs essais de la revue, abordant divers aspects de la culture américaine.
- Anonyme, Contro Ratzinger
- Anonyme, Contro Ratzinger 2.0
- Pietro Adamo, Psychofarmers
- Carlo Antonelli, Disconinferno
- Giacomo Papi, Accusare
- Gabriele Reggi, Liberaci dagli sbirri
- Alessandro Scotti, Narcotica